# Die Tochter der Gräfin Stachowska
Die Tochter der Gräfin Stachowska ist ein deutsches Stummfilm-Melodram aus dem Jahre 1917 von Otto Rippert mit Hella Moja in der Titelrolle und Werner Krauß in der männlichen Hauptrolle. Hans Albers gab hier sein Leinwanddebüt.

## Handlung
Jutta, die Tochter der alten Gräfin Stachowska, gehört dank deren Verschwendungssucht und deren Leichtsinns dem verarmten Adel an. Um das Stammschloss halten zu können, wird die junge Gräfin dazu gedrängt, den zwar aus sozial niedrigerem Stand stammenden, dafür aber wohlhabenden, ehemaligen Bauern Adam Kolinsky zu ehelichen, der aufgrund von auf seinem Grund und Boden entdeckten Ölquellen zu immensem Reichtum gelang ist. Kolinsky zeigt sich sogar bereit, das Schloss zu kaufen und den Stachowskas ein Wohnrecht zu gewähren. Die Sache hat nur einen Haken: Jutta liebt diesen Mann nicht! Ihr Herz gehört ihrem heimlichen Verlobten, dem Diplomaten Baron Treuried, der sie jedoch verlassen muss, da er an die Botschaft in Bern versetzt wird. Auch ist Gräfin Stachowska gegen diese Verbindung, da der Gesandtschaftsattaché in ihren Augen nicht vermögend genug ist. Jutta, die lange nichts mehr von Treuried gehört hatte, weil ein Brief von ihm an sie ungelesen blieb, fühlt sich verraten und verlassen und willigt schließlich ein, Kolinsky zu heiraten. Ein rauschendes Fest anlässlich der Schlossübergabe und der anstehenden Verlobung wird gegeben. Von ihrer Liebe zu Treuried kann und will Jutta jedoch nicht lassen. 
Als die alte Gräfin Stachowska schwer erkrankt, begleitet Jutta ihre Mutter zwecks Genesungsreise in den sonnigen Süden. Doch hier stirbt die alte Adelige. Nun fühlt sich Jutta an nichts mehr gebunden, schickt an den daheim gebliebenen Kolinsky einen Abschiedsbrief und reist nach Bern weiter, um in die Arme des Geliebten zu sinken, da sie inzwischen den verschollen geglaubten Brief Treurieds gelesen hatte. In diesem Schreiben bat er Jutta, seine Frau zu werden. Doch diese muss vor Ort mit Schrecken feststellen, dass der Baron mittlerweile geheiratet hat und dann auch noch ihre einstige Jugendfreundin Anietta von Blaha! Geknickt kehrt Jutta nach Hause zurück und erkrankt angesichts soviel erlittener Trauer an einem Nervenleiden. Wieder genesen, findet Jutta Unterschlupf bei ihrer alten Magd Stasja. Ihr ungeliebter Verlobter Kolinsky hat, angewidert von den angeblich „feinen Leuten vom Adel“, das Schlossleben hinter sich gelassen und ist wieder zu Vieh und Pflug zurückgekehrt. Wie es der Zufall so will, begegnen sich Jutta und Adam beim Pilzesammeln, versöhnen sich und fallen einander in die Arme.

## Produktionsnotizen
Die Tochter der Gräfin Stachowska wurde am 9. November 1917 uraufgeführt. Die Länge des Fünfakters betrug 1531 Meter.

## Kritik
In Wiens Neue Kino-Rundschau heißt es: „Die an und für sich höchst spannende Handlung findet ihren Höhepunkt in einem grandios inszenierten Trachtenfest auf dem Schloß Kolinskys. Regie und Ausstattung sind vortrefflich. Hella Moja in der Titelrolle beweist wieder ihr großes Talent, ihr Partner Werner Kraus [sic!] bringt gleichfalls seine Rolle zur vollsten Geltung. Die Photographie ist ausgezeichnet, in der Tat ein Film, der gefallen muß.“